# Кадочникова (деревня)
Кадочникова — деревня в Байкаловском районе Свердловской области. Входит в состав Баженовского сельского поселения.

## География
Населённый пункт расположен на правом берегу реки Иленка в 17 километрах на северо-восток от села Байкалово — административного центра района.

### Часовой пояс
Кадочникова, как и вся Свердловская область, находится в часовой зоне МСК+2. Смещение применяемого времени относительно UTC составляет +5:00.

## Население
| 2002 | 2010 | 2021 |
| ---- | ---- | ---- |
| 119  | ↘79  | ↘73  |

## Инфраструктура
Деревня разделена на три улицы (Конечная, Набережная, Спорта).